# Omega-Ragwurz
Die Omega-Ragwurz (Ophrys omegaifera) ist eine Art aus der Gattung der Ragwurzen (Ophrys) der Familie der Orchideen (Orchidaceae).

## Merkmale
Diese mehrjährige krautige Pflanze besitzt eine eiförmige Knolle als Überdauerungsorgan, die jedes Jahr durch eine neue ersetzt wird und den Sommer ruhend überdauert. Am Grund des Stängels befinden sich drei bis fünf Laubblätter und weiter oben ein bis zwei scheidige Blätter. Die Kelchblätter sind grün und etwas nach vorne gebogen. Die seitlichen Kronblätter sind am Rand wellig und gelbgrün, oft auch mit braun, gefärbt. Die stumpf dreilappige, dunkelbraune, pelzig behaarte Lippe wird bis zu 25 mm lang. Sie ist abwärts gekrümmt und trägt ein braunes, oft bläulich behauchtes Mal, das von einer weißlichen bis bläulichen, omega-ähnlichen Linie begrenzt wird.

## Vorkommen
Das Verbreitungsgebiet der Omega-Ragwurz umfasst Marokko, Algerien, Tunesien, Portugal, Spanien, Frankreich, Sizilien, Griechenland, Kreta, die Türkei, Zypern und das Gebiet von Israel, Jordanien, Syrien und Libanon.

## Taxonomie und Systematik
Die Omega-Ragwurz wurde 1925 durch Hans Fleischmann in Oesterreichische Botanische Zeitschrift Band 74, Seite 184 als Ophrys omegaifera erstbeschrieben. „Omegaifera“ bedeutet „ein Omega tragend“ und bezieht sich auf eine weiße Zeichnung auf der Lippe, die dem griechischen Buchstaben Omega gleicht.
Von Ophrys omegaifera sind 13 Unterarten beschrieben, die größtenteils als Synonyme behandelt werden.

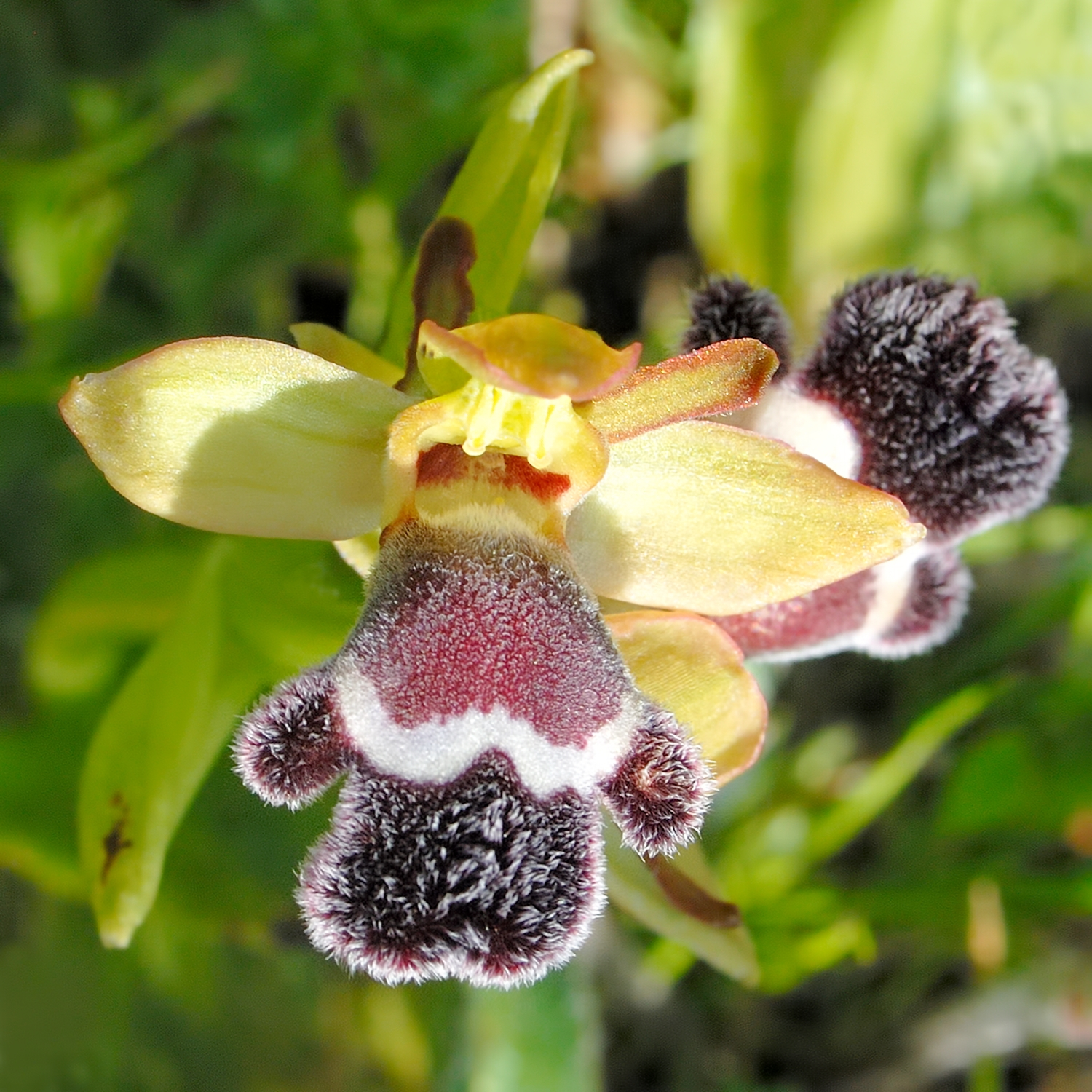
Fleischmanns Ragwurz (Ophrys omegaifera subsp. fleischmannii)
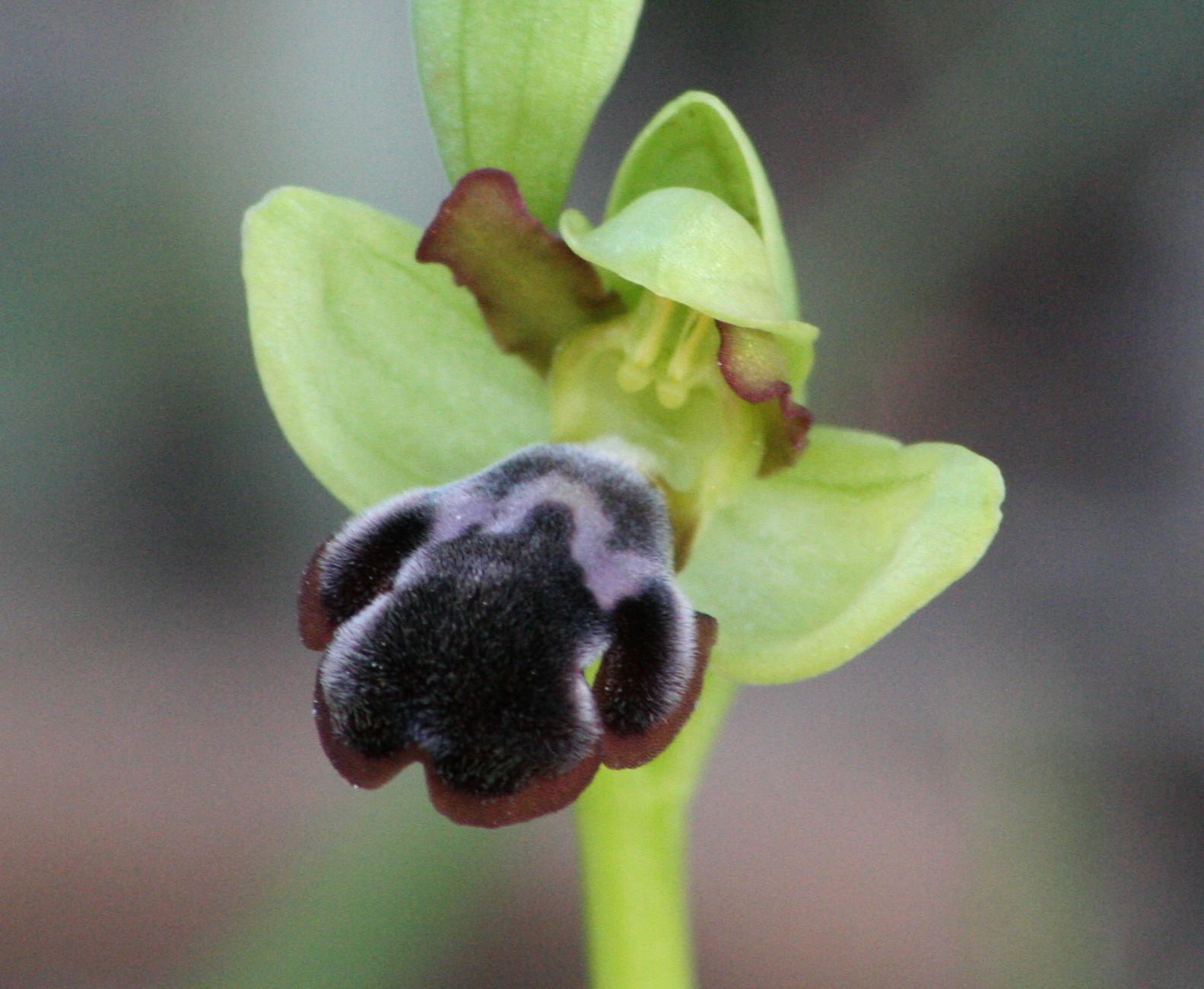
Marokkanische Ragwurz (Ophrys omegaifera subsp. dyris)
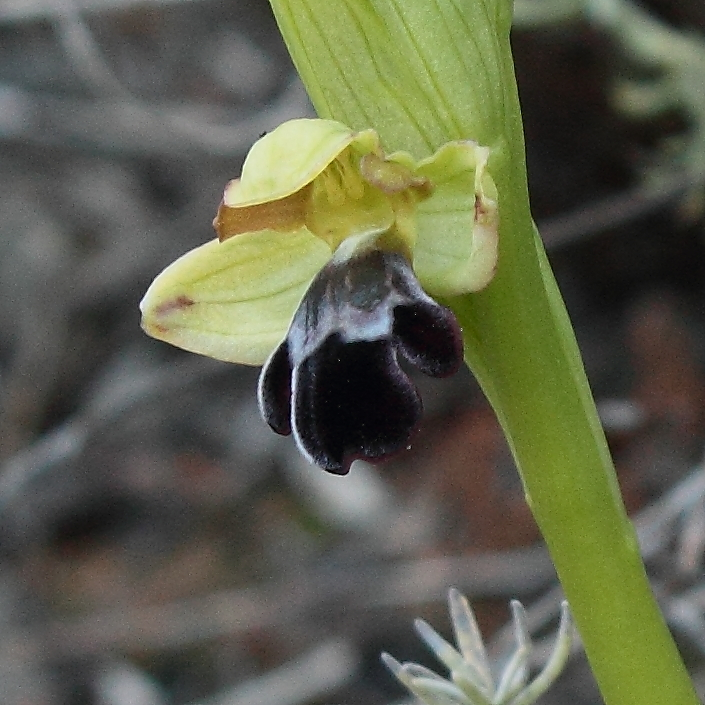
Königliche Ragwurz (Ophrys omegaifera subsp. basilissa)
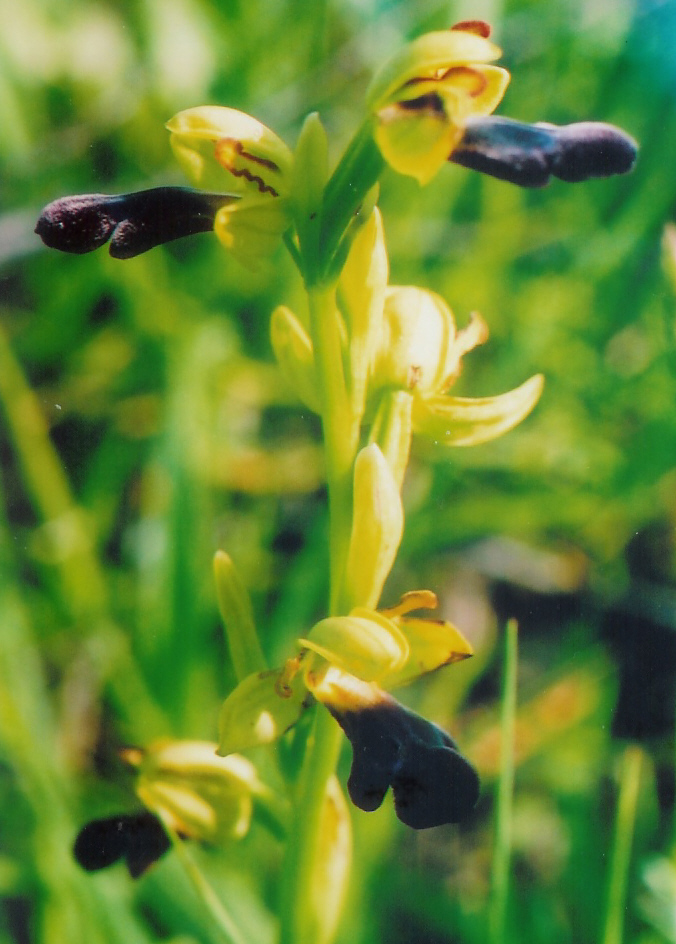
Hayeks Ragwurz (Ophrys omegaifera subsp. hayekii)
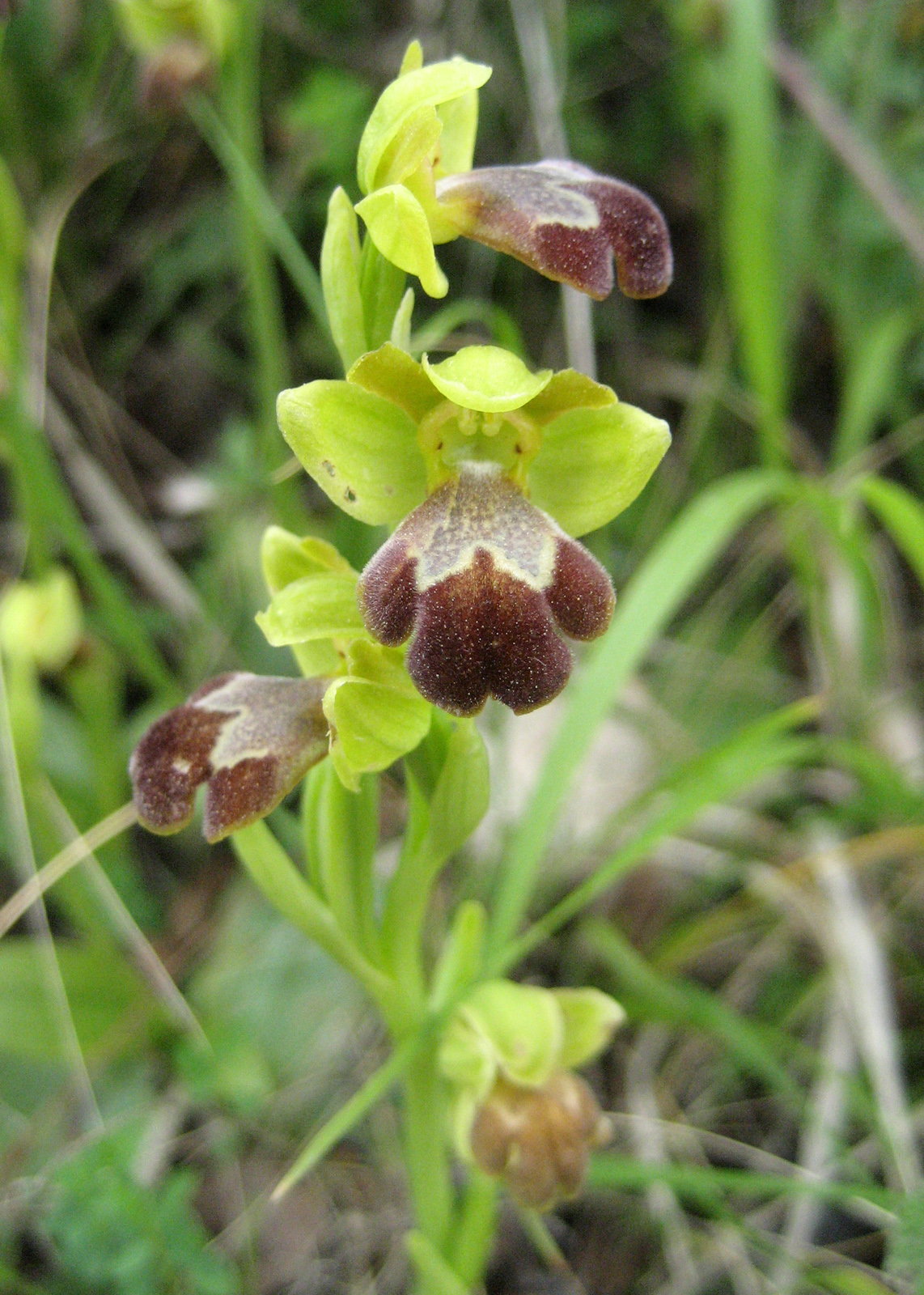
Israelische Ragwurz (Ophrys omegaifera subsp. israelitica)

Die folgenden Unterarten werden in manchen Quellen als eigenständige Sippen genannt:

### Ophrys omegaiferasubsp.omegaifera
Der Stängel dieser Unterart wird zwischen 10 und 25 cm hoch. Der Blütenstand umfasst eine bis vier Blüten und die Kelchblätter werden zwischen 12 und 17 mm lang.
Man findet diese Orchidee in lichten Kiefernwäldern, Macchien und Garriguen mit kalkhaltigen Böden bis zu einer Höhe von 1000 Metern Meereshöhe. Das Verbreitungsgebiet erstreckt sich über Kreta, Karpathos, Rhodos, den Inseln der Ägäis und dem Festland Anatoliens. Diese Unterart blüht von März bis April. Als Bestäuber wurden Anthophora atroalba subsp. agamoides und Anthophora nigriceps beobachtet.

### Ophrys omegaiferasubsp.fleischmannii(Hayek) Del Prete(auch:Ophrys fleischmanniiHayek)
Diese Unterart, die deutsch auch Fleischmanns Ragwurz genannt wird, erreicht Wuchshöhen zwischen 10 und 35 cm. Man findet an ihr 2 bis 10 Blüten und die Kelchblätter sind zwischen 10 und 13,5 mm lang. Die Lippenhaare dieser Unterart sind meist lila gefärbt. Der Standort ist identisch mit der oben beschriebenen Ophrys omegaifera subsp. omegaifera. Das Verbreitungsgebiet dieser Unterart ist Kreta. Diese Orchidee blüht zwischen Dezember und April. Sie wächst in Höhenlagen zwischen 0 und 1200 Metern Meereshöhe. Als Bestäuber wurde Andrena sicheli beobachtet.

### Ophrys omegaiferasubsp.dyris(Maire) Del Prete(auch:Ophrys dyrisMaire)
Diese Unterart wird deutsch auch Marokkanische Ragwurz genannt. Der Stängel dieser Pflanze wächst zwischen 10 und 25 cm in die Höhe. Der Blütenstand umfasst eine bis fünf Blüten und die Kelchblätter werden zwischen 11,5 und 17 mm lang. Zu finden ist diese Unterart in lichten Wäldern, Garriguen und auf Magerrasen bis zu einer Höhe von 1800 Metern Meereshöhe. Das Verbreitungsgebiet liegt vor allem in der meridionalen Zone des westlichen Mittelmeerraums, in Portugal, Marokko, Spanien, Ibiza, und Mallorca. Die Blütezeit liegt zwischen Dezember und Mai. Als Bestäuber wurde Anthophora atroalba beobachtet.

### Weitere Unterarten
- Königliche Ragwurz (Ophrys omegaifera subsp. basilissa (C.Alibertis, A.Alibertis & H.R.Reinhard) H.Kretzschmar): Sie kommt auf Inseln der Ägäis und in Kreta in Höhenlagen zwischen 0 und 660 Metern Meereshöhe vor.[3]
- Hayeks Ragwurz (Ophrys omegaifera subsp. hayekii (H.Fleischm. & Soó) Kreutz, Syn.: Ophrys atlantica subsp. hayekii (H.Fleischm. & Soó) Soó): Sie kommt nur in Tunesien vor.[2]
- Israelische Ragwurz (Ophrys omegaifera subsp. israelitica (H.Baumann & Künkele) G.Morschek & K.Morschek, Syn.: Ophrys israelitica H.Baumann & Künkele): Sie kommt in Griechenland, auf Inseln der Ägäis, Kreta, Zypern, in der Türkei, im Gebiet von Libanon und Syrien, in Israel und in Jordanien in Höhenlagen zwischen 0 und 1300 Metern Meereshöhe vor.[3] Als Bestäuber wurde Andrena flavipes beobachtet.[2]